# Ropica samoana
Ropica samoana là một loài bọ cánh cứng trong họ Cerambycidae.